# Dr. Oetker

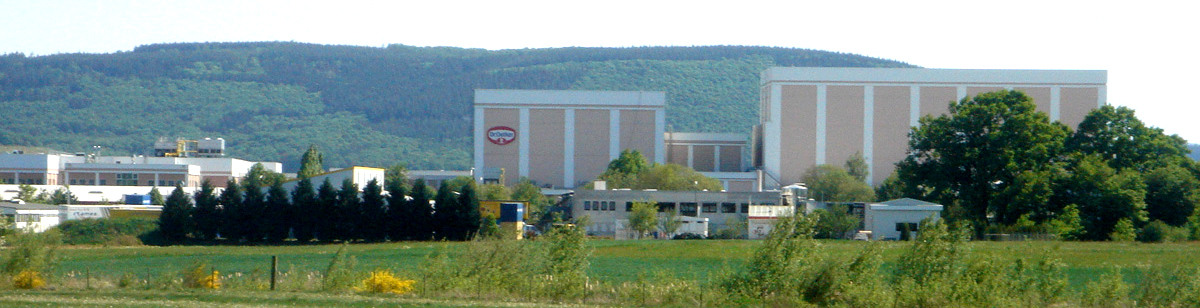
Fabbrica di Wittlich

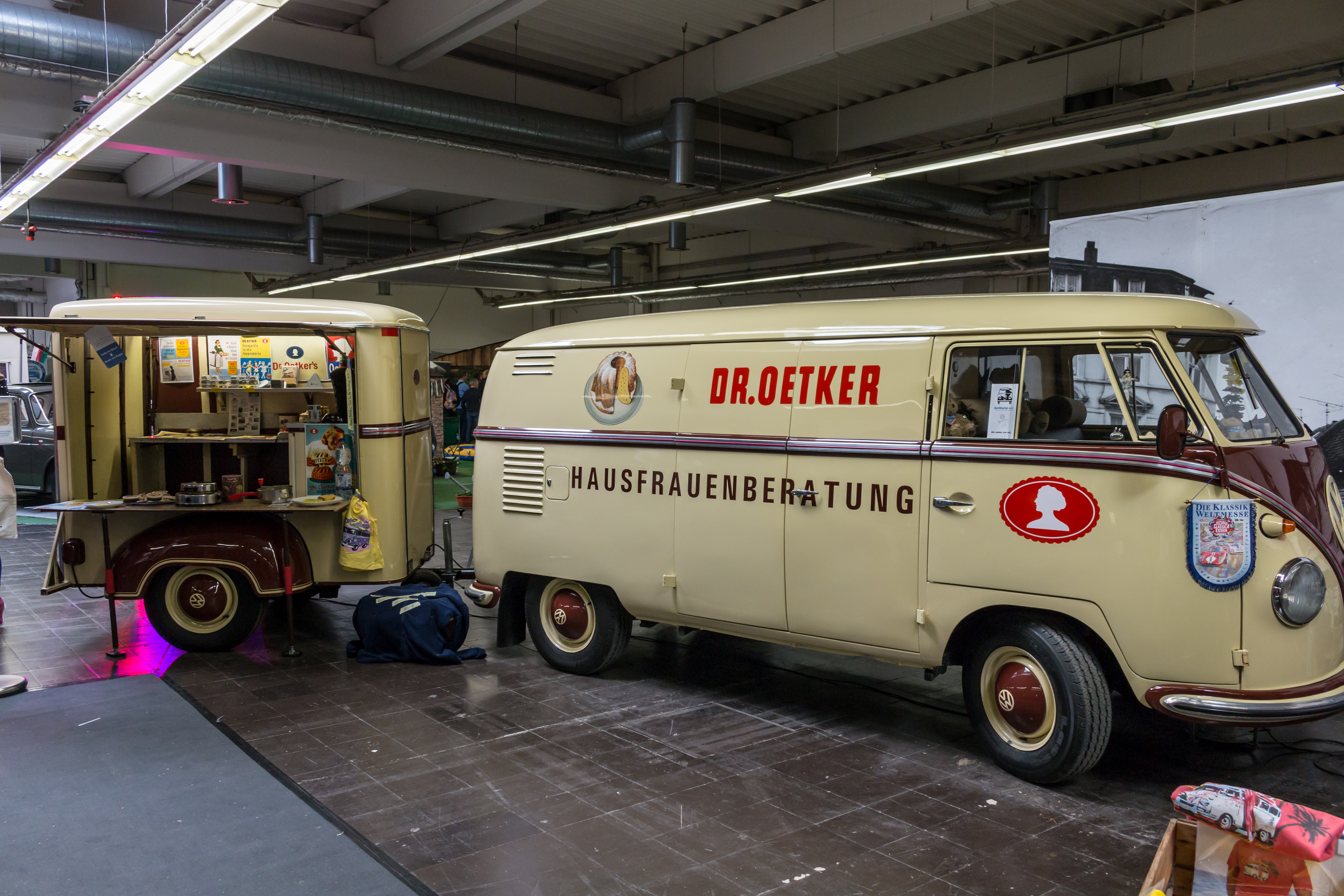
Pubblicità mobile „Hausfrauenberatung“

La Dr. Oetker GmbH è una società tedesca attiva nel settore alimentare con sede a Bielefeld. Fa parte del gruppo industriale omonimo Dr. August Oetker KG, attivo in circa 40 paesi nel mondo.
Con oltre 11.000 dipendenti nel mondo di cui 4.500 in Germania, vengono prodotti e commercializzati oltre mille articoli diversi in ambito alimentare, sia domestico che professionale.
La holding che la controlla è la società Dr. August Oetker Nahrungsmittel KG, a sua volta parte della holding Dr. August Oetker KG.
In Italia ha la divisione a marchio autonomo come Cameo S.p.A.

## Storia
Nel gennaio 1891, August Oetker a Bielefeld compra la farmacia Aschoff’sche, una delle quattro della città. Nel suo laboratorio sperimenterà nuove idee come un cacao salutare, una crema per piedi, e una tintura per verruche.
Nel laboratorio della farmacia così come in "Casa Müller", già forneria, sperimenterà un nuovo tipo di lievito chimico. Oekter era figlio di un fornaio a Obernkirchen. Per la pasta del pane viene usato lievito naturale o lievito di birra. In Inghilterra dal 19° secolo venivano usate sostanze che creavano lo sviluppo di anidride carbonica durante la lievitazione precottura. In Germania il chimico Justus von Liebig sviluppò una miscela di sostanze che permettevano una riduzione della alterabilità dell'impasto. Uno studente portò l'idea di Liebig negli USA e misele basi per creare il lievito con bicarbonato di sodio e acido tartarico a livello industriale. È possibile che Oetker seppe da parenti la ricetta. È vero che Oetker nonfu l'inventore del procedimento per il lievito. Nel 1901 Oetker depositò un brevetto per un miglioramento del processo di creazione di lievito e registrò il marchio Backin il 27 novembre 1902. Il lievito venne prodotto nella cucina della moglie e poi si passò al garage di casa ed infine venne costruita la sede dell'azienda a Bielefeld in Lutterstraße, stessa sede odierna.
Dal 1900 vennero commercializzate in Germania, bustine di lievito nel numero di 100.000 al giorno. Verranno poi prodotti dalla Dr. Oetker anche polvere per pudding, aromi e amido. Dal 1907 verrà costruita una seconda fabbrica.